# Повергів

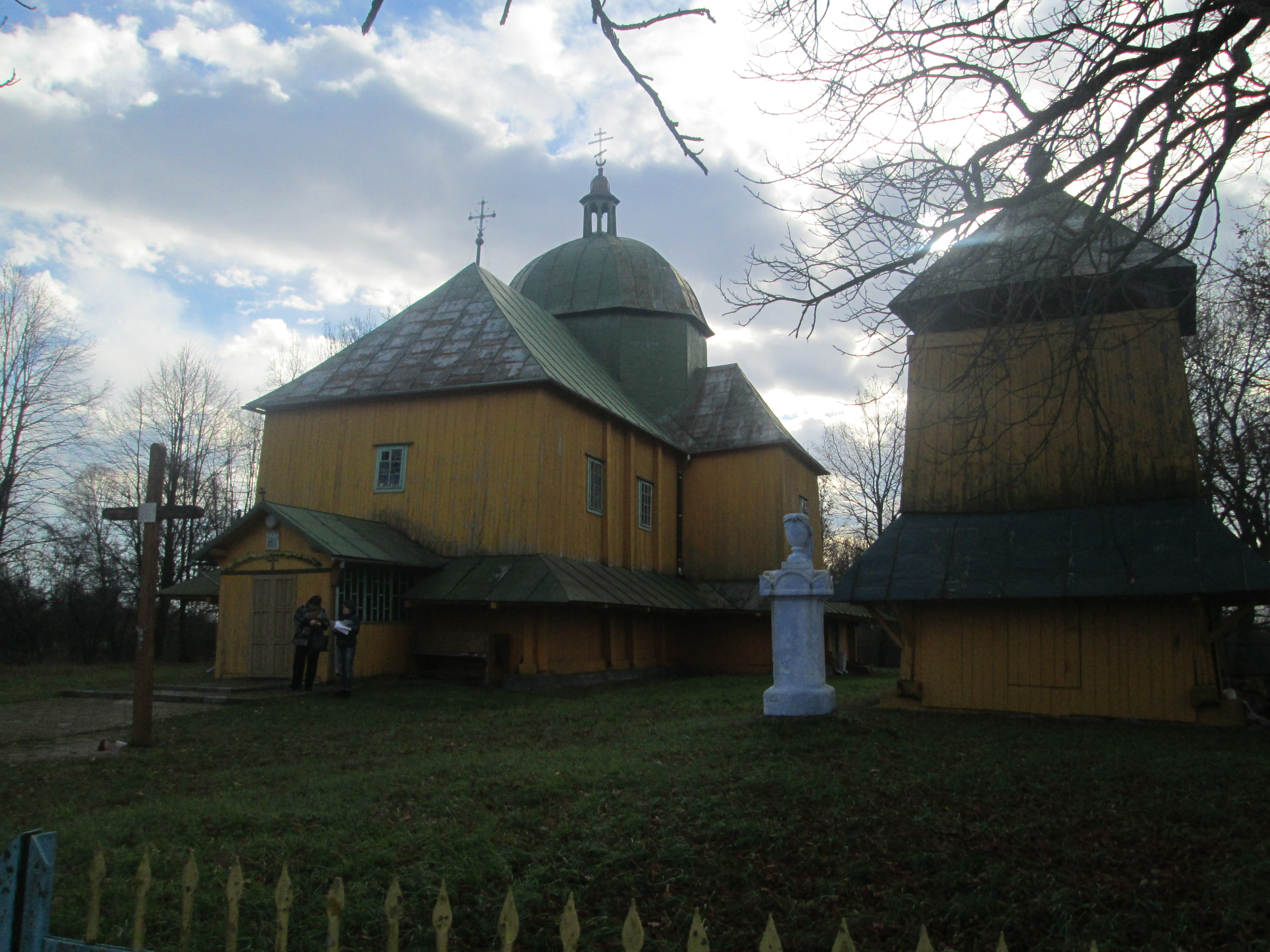
Церква Св.вмч. Параскеви (дер.), с. Повергів

Повергі́в — село в Україні, у Стрийському районі Львівської області, підпорядковане Миколаївській міській громаді. Населення становить 342 осіб. Орган місцевого самоврядування - Миколаївська міська рада.